# Аргун (град)
 Тази статия е за града.  За други значения вижте Аргун.  
Аргун е град в Чечения. Населението му към 1 януари 2018 г. е 37 373 души.
Градът е разположен в Чеченската предпланинска равнина на река Аргун (десен приток на река Сунжа) на 16 километра от Грозни. Условно е разделен на 2 части, за граница се приема централната Гудермеска улица.

## История
На мястото на сегашния град през 18 век се е намирало селището Устаргардой, в чест на което и днес хората наричат своя град. Обявено е за град през 1967 г.
Аргун значително пострадва от Първата и Втората чеченски войни; практически е възстановен.

## Промишленост
Днес Аргун е град с развиваща се икономика.
- Захарен завод
- ТЕЦ
- 3 совхоза
- „Пищемаш“ – за производство на автомобили ВАЗ

## Образование
Град Аргун разполага с 5 училища и 2 дома на културата.